# Anna Lindkvist
Anna Teresia Lindkvist, född 8 augusti 1891 i Stockholm, död 1980, var en svensk målare och tecknare.
Hon var dotter till trädgårdsmästaren Lars Gustav Boman och Ioanna Matilda Andersson och från 1941 gift med ingenjören Knut Vilhelm Lindkvist. Hon studerade vid Tekniska skolan i Stockholm 1912 och efter några års uppehåll studerade hon för Edward Berggren och Otte Sköld 1947-1950 samt vid Académie Julian i Paris. Separat ställde hon ut i Stockholm 1955 och hon medverkade bland annat i utställningarna God konst i alla hem, Expressens höstsalong och Konstnärer på söder som visades på Stockholms stadsmuseum samt Liljevalchs vårsalonger. Hennes konst består av stilleben, figurer, porträtt, landskap samt Stockholmsskildringar med stadens omvandling utförda i olja, pastell eller gouache. Lindkvist är representerad vid Stockholms stadsmuseum.  